# Конь (сёги)
Конь (яп. 桂馬 кэйма), кратко «кэй» (яп. 桂) — фигура в сёги.

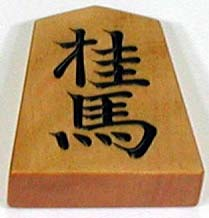
Конь сёги

Обозначение в европейской нотации: N.

## Начальное расположение
В начальной расстановке фигур в классических сёги у каждого из противников имеется по 2 коня, стоящих через два поля от короля, справа и слева от него: у чёрных — на полях 2i и 8i, у белых — на 2a и 8a.

## Правила ходов
За один ход конь может сместиться на два поля прямо вперёд и сразу же на одно поле вправо или влево («ходит буквой Т»).
Таким образом, конь посреди пустой доски имеет 2 варианта хода.

## Ценность
Ценность коня (если считать ценность пешки за 1), согласно мнению различных сёгистов, равна:
- 3 (Томохидэ Кавасаки, 4 любительский дан[1])
- 4 (Митио Ариёси, 9 профессиональный дан[2])
- 5 (Ларри Кауфман, 5 дан ФЕСА[3])
- 6 (Кодзи Танигава, 17-й пожизненный мэйдзин и Ясумицу Сато, 4-й пожизненный кисэй[1])

## Переворот

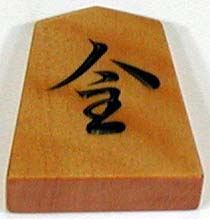
Перевёрнутый конь

При ходе на последнюю или предпоследнюю горизонталь конь должен (а при ходе на 3-ю с конца — может, по желанию) перевернуться.
Обозначение перевёрнутого коня в европейской нотации: +N.
На самой фигуре начерчен один из скорописных вариантов иероглифа 金 («золото»).
На диаграммах перевёрнутый конь (яп. 成桂 нари-кэй) иногда обозначается иероглифом  (яп. 圭).
Ходит перевёрнутый конь так же, как золото, и обратно перевернуться уже не может. Но тот, кто его съест, получит в руку обычного коня.

### Ценность перевёрнутого коня
Ценность перевёрнутого коня (если считать ценность пешки за 1), согласно мнению различных сёгистов, равна:
- 6 (Митио Ариёси, 9 профессиональный дан[2])
- 9 (Ларри Кауфман 5 дан ФЕСА[3])
- 9-10 (Кодзи Танигава, 17-й пожизненный мэйдзин[1])

## Свойства
- Конь сёги — фигура, давшая название одной из самых известных форм в игре го —  (яп. 桂馬 кэйма) и производных от неё.
- В противоположность коню шахмат, в которых конь сильнее в центре, в дебюте сёги коней стараются рано не выдвигать.
- Конь — единственная фигура сёги, которая может перепрыгивать через другие фигуры.
- Конь — единственная фигура сёги, от шаха которой король не может защититься ни съедением, ни вставкой фигуры из руки. Поэтому при отсутствии доступа к королю конь часто становится самой удобной фигурой для создания базы атаки.
- Конь — любимая фигура 4-го пожизненного кисэя, Ясумицу Сато 9 дана[4].

Тэсудзи «цепные кони» состоит в сбрасывании одного своего коня под защиту другого при нападении на ключевой пункт.

## Пословицы
- Три коня — всегда мат (т.е., если в руке есть 3 коня, с ними можно поставить цумэ. Что, конечно, не всегда верно).
- Анагуму — конём.
- У коня и слона голова[5] лысая (т.е. незащищённая).
- Умело сбрасывай коня позади.
- Высоко (вариант: рано) прыгнувший конь — добыча для пешки[6].